# Técpan de Galeana
Tecpan de Galeana es una ciudad mexicana en el estado de Guerrero en la región de la Costa Grande de dicha entidad. Es cabecera del municipio homónimo.

## Toponimia
La palabra Tecpan se deriva de los vocablos nahuas tecutli (señor) y el locativo pan, lo que conjuntamente se traduciría como en donde vive el señor. También, el Vocabulario en lengua castellana y mexicana de Fray Alonso de Molina, publicado en México en 1571, dice que tecpan significa palacio, es decir, "donde habita el señor". Esta etimología no debe confundirse con tetl, piedra, + pan, lo que deriva en un topónimo muy distinto: Tetepan.
El agregado de Galeana se le da en honor al militar insurgente en la guerra de Independencia de México Hermenegildo Galeana, originario de esta localidad.

## Localización
Técpan de Galeana se localiza cerca de la costa central del estado, en la transición de esta con la Sierra Madre del Sur en la región de Costa Grande, a una altitud de 57 metros sobre el nivel del mar y en las coordenadas geográficas 17°13′21″N 100°37′56″O / 17.22250, -100.63222. La localidad es bañada por la rivera del río Tecpan y le atraviesa la Carretera Federal 200, en dirección oriente-poniente, principal vía de comunicación terrestre del municipio y de la región. Tecpan también se encuentra comunicado con otras localidades del norte y oriente del municipio a través de una carretera estatal libre no dividida y otros caminos revestidos y de terracería.

### Distancias
Las distancias entre Técpan de Galeana y algunas localidades principales o puntos de referencia son las siguientes:
- Santa María — 7 km
- Entronque a Corral Falso — 20 km
- Atoyac de Álvarez — 29 km
- San Luis San Pedro — 35 km
- San Luis de la Loma — 36 km
- Petatlán — 98 km

## Demografía

### Población
| Población de Técpan de Galeana |
|                                |
| Fuente:Inegi.                  |

Conforme al Censo de Población y Vivienda 2020 realizado por el Instituto Nacional de Estadística y Geografía (INEGI), la ciudad de Técpan de Galeana contaba hasta ese año con un total de 16 447 habitantes, de dicha cifra, 8464 eran hombres y 7983 eran mujeres.

## Cultura

### Festejos y tradiciones
- Expo Técpan, es la semana cultural en honor del General Hermenegildo Galeana, legendario héroe de la Independencia de México que se lleva a cabo del 7 al 20 de abril, se realiza también la exposición ganadera, gastronómica, industrial del municipio.
- Feria de San Bartolo, se festeja al santo patrono San Bartolomé Apóstol los días 23 y 24 de agosto, en el barrio de la capilla, participan también los barrios de El Súchil y El Cerrito. Por la mañana del 23 se lleva a cabo un desfile de danzas, como la del panadero y la pluma, por la tarde llega el momento de la topa del toro, con fuegos artificiales y valada con globos.

### Gastronomía
El municipio cuenta con una extensa variedad de platillos, entre los que destacan el relleno de puerco, el pescado a la talla, el aporreadillo, el pipián, los nacatamales, las tecoyotas, el manjar, calabaza y ciruelas en conserva, los tamales nejos, iguana en chile verde.

## Atractivos turísticos
- Playa Boca Chica
- Playa Míchigan
- Playa Carrizal
- Bahías de Papanoa
- Piedra de Tlacoyunque
- Playa Cayaquitos
- Playa Ojo de Agua
- Puerto Vicente Guerrero
- Unión Parque
- Casa de Eduardo Ríos
- Casa de Luiso Ríos
- Suchil Diamante
- Bar “El taller”
- Cerrito
- Fortín